# Carly Patterson
Carly Rae Patterson (Baton Rouge, Luisiana, 4 de febrero de 1988) es una gimnasta estadounidense, campeona olímpica individual en los Juegos Olímpicos de Atenas 2004.

## Carrera
En el año 2000 participó en el Top Gym Charleroi, un importante torneo internacional junior que se celebra cada año en Bélgica. Carly fue segunda en la competición individual, y tercera en la barra de equilibrios, su aparato favorito.
En 2001 participó en los Goodwill Games de Brisbane, Australia, donde iba segunda tras la penúltima rotación. Sin embargo se vio afectada por una dolencia estomacal y falló tres aterrizajes en su ejercicio de suelo, por lo que solo acabó 7ª al final.
Una lesión en el codo le impidió competir en los Campeonatos Nacionales de Estados Unidos de 2003, en la que iba a ser su primera participación en este evento.
Sin embargo ganó la competición individual de la Visa American Cup, una de las competiciones más prestigiosas y que se celebra anualmente en Orlando, Florida. Curiosamente Carly Patterson era la participante más joven del evento con solo 15 años, y esta era su primera competición senior. Volvería a ganar esta competición en 2004.
Pero su salto definitivo a la élite internacional se produjo ese mismo 2003 en los Campeonatos del Mundo disputados en Anaheim, California. Allí consiguió la medalla de plata en la competición individual solo superada por la rusa Svetlana Khorkina. Además las estadounidenses ganaron el oro en la competición por equipos por delante de las rumanas.
En los Campeonatos de Estados Unidos de 2004 compartió el título individual con Courtney Kupets, ya que ambas obtuvieron la misma puntuación final.
En los Juegos Olímpicos de Atenas 2004 Carly Patterson era una de las candidatas al título individual, pero la gran favorita era la veterana y tres veces campeona del mundo Svetlana Khorkina, de Rusia.
En la competición por equipos celebrada en primer lugar, las estadounidenses ganaron la medalla de plata, ya que las rumanas se mostraron superiores en conjunto.
En la competición individual, Carly Patterson estuvo brillante, mientras que la rusa Khorkina no fue la de otras veces. Carly llegó al último ejercicio, el de suelo, con solo 26 milésimas de ventaja sobre Khorkina. La rusa hizo su último ejercicio antes que Patterson y no pasó de 9.562, una nota bastante discreta. A continuación Carly Patterson no falló en su ejercicio e incluso le sobraron décimas: necesitaba un 9.547 y sacó un 9.712. Khorkina se quedó con la plata y la china Nan Zhang con el bronce.
Carly Patterson se convertía así en la segunda mujer estadounidense en ganar el título individual de gimnasia artística, tras Mary Lou Retton que lo hizo en Los Ángeles '84, aunque en aquella ocasión se benefició de la ausencia de las gimnastas soviéticas. Además al título de Patterson en categoría femenina se sumaba el de su compatriota Paul Hamm en la masculina.
En las finales por aparatos Carly sumo una nueva medalla, al ser 2ª en la barra de equilibrios por detrás de la rumana Catalina Ponor.
Después de los Juegos Olímpicos, y convertida en un verdadero ídolo en su país, comenzó a aparecer en numerosos programas de televisión y spots publicitarios, rentabilizando así su éxito olímpico.

## Vida personal
Patterson hizo un cameo al final de la película de 2006, Stick It, protagonizada por Missy Peregrym, Jeff Bridges y Vanessa Lengies.
El 21 de enero de 2012, Patterson se comprometió con Mark Caldwell. Se casaron el 3 de noviembre de 2012 en Dallas, Texas. Carly recibió su certificado de bachillerato de Texas Woman's University en 2014.
En abril de 2017, Patterson y su marido Mark anunciaron que estaban esperando su primer hijo tras haber sufrido un aborto espontáneo un año antes. El 10 de octubre de 2017 se anunció el nacimiento de su hijo varón, Graham Mitchell Caldwell. En agosto de 2018, la pareja confirmó otro embarazo. El 12 de febrero de 2019 Patterson dio a luz a una hija, Emmaline Rae.

## Resultados
- Goodwill Games de Brisbane 2001 - 7.ª individual
- Visa American Cup de 2003 - 1.ª individual
- Campeonatos del Mundo de Anaheim 2003 - 1.ª por equipos, 2.ª individual
- Campeonatos del Estados Unidos de 2004 - 1.ª individual
- Visa American Cup de 2004 - 1.ª individual
- Juegos Olímpicos de Atenas 2004 - 2.ª por equipos, 1.ª individual, 2.ª en barra de equilibrios